# Макикерн, Дэвид
Дэвид Макикерн (англ. David MacEachern, 4 ноября 1967, Шарлоттаун, Остров Принца Эдуарда) — канадский бобслеист, разгоняющий, выступавший за сборную Канады в 1990-е годы. Олимпийский чемпион, серебряный призёр чемпионата мира.

## Биография
Дэвид Макикерн родился 4 ноября 1967 года в Шарлоттаун, провинция Остров Принца Эдуарда. С детства полюбил спорт, прежде чем попасть в бобслей, занимался лёгкой атлетикой. Став членом национальной сборной Канады, уже в 1992 году поехал на Олимпийские игры в Альбервиль, однако не пьедестал взойти не смог, заняв одиннадцатое место в состязаниях двоек и четвёртое среди четвёрок. На Игры 1994 года в Лиллехаммер Макикерн отправился в паре с многообещающим молодым пилотом Пьером Людерсом, но и на сей раз занять призовые места им не удалось: седьмая позиция в соревнованиях двухместных бобов и двенадцатая в зачёте четвёрок.
Наиболее успешной для Макикерна стала Олимпиада 1998 года в Нагано, когда он, находясь в экипаже Людерса, завоевал золотую медаль. Награду им пришлось разделить со сборной Италии, которая финишировала с точно таким же временем. Помимо всего прочего, в послужном списке Макикерна есть одна серебряная медаль чемпионата мира, прошедшего в 1996 году в Калгари.
После завершения карьеры профессионального спортсмена Макикерн работал спикером-мотиватором и тренером по физической подготовке, консультировал некоторых гольфистов и хоккеистов. Комментировал соревнования по бобслею и скелетону для канадских телеканалов.